# Lycosa piochardi
Lycosa piochardi là một loài nhện trong họ Lycosidae.
Loài này thuộc chi Lycosa. Lycosa piochardi được Eugène Simon miêu tả năm 1876.